# Air Alpes
Air Alpes è stata una compagnia aerea regionale, attiva tra il 1961 e il 1981 eminentemente nella zona delle Alpi francesi.

## Storia
La società fu costituita da Michel Ziegler nel 1961 con la ragione sociale Société Air Alpes. Nell'anno seguente iniziarono i voli, su base irregolare, da e per le maggiori stazioni invernali delle Alpi francesi. Nel 1969 furono inaugurati i primi collegamenti regolari con Pilatuts PC 6 e poi anche De Havilland Canada DHC 6 "Twin Otter".
Dal 1972 iniziò una collaborazione con Air France per la quale venivano effettuati voli con aerei - Fokker 27 e Fokker 28 - che mostravano scritte o logotipi di entrambe le società. La flotta si arrichiva quindi con i bireattori di costruzione francese Aérospatiale "Corvette" e con i biturbina statunitensi Beechcraft 99. Sarà noleggiato anche un Douglas DC 9 dedicato ai collegamenti più importanti da Chambery.
Nel 1979 la conterranea TAT acquistava la proprietà Air Alpes che, nel 1980, trasportava oltre 150.000 passeggeri. All'epoca era stata impiantata anche una rete di collegamenti da e per la Corsica, toccando tutti gli aeroporti della pittoresca isola: Ajaccio, Bastia, Figari, Propriano. Anche la Sardegna (Olbia) era entrata nella rete.
Nell'autunno 1981 TAT iniziò l'integrazione tra le due aziende: sostituzione della livrea Air Alpes con la propria, sancendone così la fine effettiva.
Air Alpes compare nel celebre fumetto francese legato al mondo dell'aviazione Tanguy e Laverdure e nella trasposizione televisiva Les Chevaliers du ciel.

## Flotta
L'Air Alpes ha operato con i seguenti aeromobili:
- Piper PA-18 Super Cub
- Pilatus PC-6/340 -/A
- de Havilland Canada DHC-6 Twin Otter-100/-200/-300
- Beechcraft Model 99 -/A
- Aérospatiale SN-601 Corvette
- Morane-Saulnier MS.885 Rallye
- Fokker F27-100/-200/-400/-600 in cogestione con TAT
- Fokker F28-1000 in cogestione con TAT
- Douglas DC-9
- SFERMA Marquis
- HAMILTON Volpar
- Cessna-C401/-C402/-C411